# Mečarica
Mečarica (znanstveno ime Xiphias gladius) je vrsta ribe iz reda ostrižnjakov, razširjena po vseh svetovnih oceanih razen najhladnejših polarnih predelov. Najbolj je znana po dolgem, meču podobnem izrastku glave, po katerem je dobila tudi ime – tako v slovenščini kot v drugih jezikih. Tudi znanstveno ime se nanaša na to značilnost: rodovno ime je prevzeto po grški besedi ξίφος (ksifos), vrstno pa po latinski gladius, obe pomenita »meč«.
Je edini še živeči predstavnik rodu Xiphias. Po fosilnih ostankih je opisanih več sorodnih rodov, zdaj pa je mečarica tudi edini predstavnik svoje družine (Xiphiidae).

## Telesne značilnosti
So velike ribe, ki v dolžino običajno zrastejo do tri metre, največji znani primerek pa je presegal 4,5 m dolžine in tehtal 650 kg. Imajo cilindrično telo z dvema hrbtnima plavutima, od katerih je prva mnogo večja, trda in izrašča visoko, druga pa zelo majhna in pomaknjena nazaj skoraj do repa. Podoben vzorec je pri analnih plavutih. Repna plavut je približno simetrična, mesečaste oblike, medeničnih plavuti pa nimajo. Med ostalimi kljunatimi ribami izstopajo po velikosti »kljuna«, ki ima v prerezu obliko sploščenega ovala.
Mlade mečarice so porasle z luskami, ki pa jih izgubijo, ko zrastejo do enega metra dolžine. Odrasle mečarice so tudi brez zob.

## Življenjski krog
So samotarske ribe, ki se združujejo v pare le za drstitev. Ta poteka pri temperaturi vode nad 20 °C, v tropskih morjih vse leto, v hladnejših predelih pa v pomladnih in poletnih mesecih z viškom julija in avgusta.
Samica izleže več milijonov jajčec premera do 1,8 mm, ki lebdijo v vodi in po nekaj dneh se iz oplojenih razvijejo mladice. Te na začetku merijo le 4 mm in se zadržujejo blizu gladine. Ko presežejo centimeter dolžine, se jim začne podaljševati kljun, sprva sta zgornji in spodnji del enako dolga. Hrbtna plavut na začetku izrašča po vsej dolžini telesa. Odrastejo pri starosti 5–6 let in dočakajo vsaj devet let.
Določanje starosti je težavno, saj nimajo lusk in njihovi otoliti (del vestibularnega organa) so majhni. Namesto tega je razvita metoda določanja starosti po letnicah v strukturi trnov repne plavuti.

## Ekologija in razširjenost
So oportunistični plenilci, ki se v glavnem prehranjujejo s pelaškimi ribami, pa tudi z lignji in drugimi glavonožci, ki jih lovijo do globine prek 650 m. S svojim mečem ne nabadajo plena, temveč z njim udarjajo po njemu od strani, manjši plen pa samo pogoltnejo. Pri lovu izkoriščajo svojo moč in hitrost. Veljajo za ene najhitrejših rib na svetu, saj so se sposobne tudi poganjati iz vode s celim telesom. V starejši literaturi je zaslediti podatek, da lahko plavajo s 100 km/h, vendar gre tu za zelo grobo oceno, povzeto po teoretičnem izračunu angleškega zoologa Jamesa Greya, ki je računal, s kolikšno hitrostjo bi morala plavati 270-kilogramska mečarica, da bi se ob trku z ladjo njen kljun zaril skoraj meter globoko v les (kot so poročali mornarji).
So močne plavalke, ki v toplejšem delu leta migrirajo v hladnejša morja proti polom, bogatejša s hrano, pozimi pa v toplejše vode tropskih predelov. Pogosto se zadržujejo na frontah, kjer se mešajo morski tokovi. Najdemo jih v vseh svetovnih oceanih vključno s Sredozemskim in Črnim morjem. Sodeč po molekularnih analizah so sredozemske populacije pretežno izolirane od ostalih.

### Pomen za človeka
Mečarice lovijo za hrano v vseh toplih in zmernih morjih. Leta 1995 je ulov v Atlantskem oceanu znašal 36.645 ton, kar je predstavljalo 41 % celotnega svetovnega ulova. Komercialno jih lovijo v glavnem s harpunami in parangali, priljubljen pa je tudi športni ribolov. Na Zahodu se njihovo meso uživa v obliki filejev in zrezkov, na Japonskem pa je tudi priljubljena sestavina sušijev in sašimijev.
Nekaj skrbi zbuja dejstvo, da lahko v tkivih nakopičijo znatne količine živega srebra. Poročila o tem so v 1970. letih povzročila zlom trga z mesom v Severni Ameriki, ki pa si je kasneje opomogel.
Zaradi prelova so konec 20. stoletja ameriški ribiči ugotovili, da ujamejo le še mlade osebke, zato so več drstitvenih območij zaprli za ribolov. Leta 2014 je svetovni ulov presegal 125.000 ton (od tega 30.400 ton v Atlantiku) in vsaj v Atlantiku ter Sredozemlju je prihajalo do prelova, zaradi katerega so se znatno manjšale velikosti lokalnih populacij. Kljub pomanjkljivim podatkom z nekaterih delov območja razširjenosti je bila vrsta po merilih Svetovne zveze za varstvo narave opredeljena kot potencialno ogrožena.